# Tonči Gabrić
Tonči Gabrić (ur. 11 listopada 1961 w Splicie, zm. 28 października 2024) – piłkarz chorwacki grający na pozycji bramkarza. Jego syn, Drago (ur. 1986), także jest piłkarzem i jest pomocnikiem zespołu Hajduka Split.

## Kariera klubowa
Gabrić urodził się w Splicie, jednak piłkarską karierę zaczynał całkiem gdzie indziej, bo w klubie z miasta leżącego na terytorium obecnej Bośni i Hercegowiny, w NK Čelik Zenica. Jednak był tam tylko rezerwowym golkiperem i nie grał prawie w ogóle. Čelik z roku na rok albo walczył o utrzymanie w 1. lidze Jugosławii albo spadał z ligi i po roku awansował z powrotem do ekstraklasy. Gabrić w końcu w sezonie 1985/1986 zagrał w 1. lidze. Rozegrał łącznie 24 mecze w lidze i swoją postawą pomógł drużynie z Zenicy zająć 16. miejsce, co pomogło utrzymać się w lidze. Także przez kolejne sezony drużynie zenickiej udało się utrzymać w lidze. Międzyczasie Gabrić zmienił klub i trafił do chorwackiej obecnie Rijeki. Rijeka także grała wówczas w pierwszej lidze jugosłowiańskiej, a Gabrić od początku stał się pierwszym bramkarzem tego zespołu. W Rijece Gabrić grał do 1991 roku i wówczas zaczęła się wojna na Bałkanach. Wtedy to większość piłkarzy z całej byłej Jugosławii zaczęło uciekać z kraju do innych krajów europejskich. Tonči zdecydował się wyjechać do Grecji, gdzie podpisał kontrakt z tamtejszym PAOK-iem Saloniki. W Alpha Ethniki zadebiutował już w pierwszym meczu, w derbach z Arisem Saloniki. Ogółem Gabrić w PAOK-u rozegrał całkiem niezły sezon. Rozegrał 31 meczów na 34 możliwe i dobrą postawą w bramce przyczynił się do zajęcia przez PAOK 4. miejsca w lidze, premiowanego startem w Pucharze UEFA. W kolejnym sezonie (1992/1993) Gabrić jednak stracił miejsce w składzie na rzecz nowego nabytku PAOK-u Evangelosa Pourliotopoulosa i rozegrał tylko 12 spotkań ligowych, a jego drużyna zajęła tym razem 5. miejsce. Bardzo słabo PAOK spisał się w Pucharze UEFA, z którego odpadł już po 1. rundzie przegrywając w dwumeczu 0:5 z Paris Saint-Germain. Jednego z winnych słabszego sezonu uznano Gabricia, który odszedł z klubu i powrócił do nieco uspokojonej, ale już niepodległej Chorwacji. Gabrić stał się pierwszym bramkarzem przeciętnej drużyny Pazinka Pazin, w barwach której zadebiutował w Prva HNL. Pazinka do końca walczyła o utrzymanie w lidze, jednak ostatecznie zajęła 15. miejsce i spadła z ligi. Co prawda więcej bramek w lidze stracił tylko Radnik Velika Gorica, bo aż 100, ale nie przeszkodziło to w transferze Gabricia do jednej z najbardziej utytułowanych drużyn chorwackich, ówczesnego mistrza kraju Hajduka Split. W nowym sezonie w nowej drużynie Gabrić wystąpił w eliminacjach do Ligi Mistrzów, które pomyślne przebrnęła drużyna Hajduka pokonując Legię Warszawa 5:0 w dwumeczu. Także całkiem nieźle Hajduk spisał się w Lidze Mistrzów. Zajął drugie miejsce i wyszedł z grupy, a odpadł dopiero w ćwierćfinale z Ajaksem Amsterdam. W lidze natomiast Hajduk nie miał sobie równych i z nie zawsze grającym w pierwszym składzie Gabriciem obronił mistrzostwo Chorwacji. Dopiero sezon 1995/1996 Gabrić mógł zaliczyć do bardziej udanych bo w końcu grał w pierwszym składzie, co jednak niezbyt przełożyło się na wyniki zespołu, który nie zdołał awansować do Ligi Mistrzów, a i w lidze stracił prymat na rzecz Dinama Zagrzeb. Gabrić rozegrał w tamtym sezonie 28 meczów. W sezonie 1996/1997 w bramce Hajduka była jeszcze większa konkurencja jak w poprzednich sezonach. Oprócz Gabricia byli jeszcze Vedran Runje i bardzo młody wówczas Stipe Pletikosa, dlatego też Tonči nie zawsze wybiegał w podstawowym składzie. Przez kolejne sezony Hajduk nie mógł przełamać passy Dinama, które rok po roku zdobywało mistrzostwo Chorwacji, a Gabrić z wiekiem był w coraz słabszej formie i tracił miejsce w składzie – w sezonie 1997/1998 na rzecz Runje, a w sezonie 1998/1999 Pletikosy, który z czasem coraz bardziej ujawniał swój talent bramkarski. Ostatecznie latem 1999, po sezonie, w którym rozegrał tylko 15 meczów, Gabrić zakończył piłkarską karierę w wieku 38 lat i wtedy to nastąpiła całkowita zmiana pokoleń na bramce w zespole Hajduka.

## Kariera reprezentacyjna
W reprezentacji Chorwacji Gabrić zadebiutował 17 października 1990 roku w wygranym 2:1 meczu z reprezentacją USA, a był to pierwszy mecz reprezentacji chorwackiej od 1956 roku. Gabrić zmienił wówczas legendę chorwackiej bramki, Dražena Ladicia w 80 minucie spotkania. Przez 7 lat gry Gabrić zagrał w chorwackiej kadrze 9 meczów i właśnie aż 8-krotnie wchodził na boisko jako zmiennik Ladicia, Marjana Mrmicia czy Željko Pavlovicia. Pięć z tych meczów to mecze towarzyskie, a pozostałe, w których udział Gabrić to dwa w ramach kwalifikacji do Euro 96 przeciwko Słowenii (2:0) oraz Ukrainie (0:1), a także dwa w ramach kwalifikacji do mistrzostw świata we Francji przeciwko Słowenii (3:3) oraz Danii (1:3). Był rezerwowym bramkarzem Chorwacji na Euro 96, na których nie zagrał ani jednego meczu. Natomiast na mistrzostwa świata we Francji nie pojechał z powodu odniesionej kontuzji i musiał zostać zastąpiony przez Vladimira Vasilja.